# Kordillere von Cochabamba
Die Kordillere von Cochabamba (spanisch Cordillera de Cochabamba) oder Cordillera de la Herradura („Hufeisen-Bergkette“) ist ein Gebirgsrücken in den östlichen Teilen der bolivianischen Anden.
Die Kordillere von Cochabamba ist eine östliche Fortsetzung der Cordillera Real und trennt die schwülwarmen Ebenen der Yungas im Amazonasbecken im Osten von den Tälern und Talkesseln mit gemäßigtem Klima, die im Übergangsbereich zu der von Hochgebirgsketten umrandeten Altiplano-Hochfläche liegen. Die Kordillere liegt zu weiten Teilen im Departamento Cochabamba östlich von Cochabamba, der drittgrößten Stadt Boliviens.
Die Kordillere erstreckt sich innerhalb des Departaments über eine Fläche von rund 3000 km² bogenförmig von Westen nach Südosten. Der höchste Gipfel der Kordillere ist der Cerro Tunari mit einer Höhe von 5035 m, der eingebettet ist in den Nationalpark Tunari. Zu der artenreichen Tierwelt der Kordillere gehören unter anderem Kondor, Vicuña, Lama, Alpaca und Vizcacha.
In der Kordillere von Cochabamba entspringen bedeutende bolivianische Flüsse wie der Santa Elena und der Río Catacajes im Westen, der Río Caine und Río Grande im Süden, und der Río Chapare und Río Ichilo im Osten.